# Municipio de Washington (condado de Owen)
El municipio de Washington (en inglés: Washington Township) es un municipio ubicado en el condado de Owen en el estado estadounidense de Indiana. En el año 2010 tenía una población de 6164 habitantes y una densidad poblacional de 50,02 personas por km².

## Geografía
Según la Oficina del Censo de los Estados Unidos, tiene una superficie total de 123.22 km², de la cual 122,77 km² corresponden a tierra firme y (0,36 %) 0,45 km² es agua.

## Demografía
Según el censo de 2010, había 6164 personas residiendo. La densidad de población era de 50,02 hab./km². De los 6164 habitantes, estaba compuesto por el 98,33 % blancos, el 0,15 % eran afroamericanos, el 0,19 % eran amerindios, el 0,41 % eran asiáticos, el 0,18 % eran de otras razas y el 0,75 % eran de una mezcla de razas. Del total de la población el 1,12 % eran hispanos o latinos de cualquier raza.